# トム・ベル
トム・ベル（Thom Bell、1943年1月26日 - 2022年12月22日）は、ジャマイカのキングストンで生まれたアメリカ合衆国のソングライター、編曲家、レコード・プロデューサー。1970年代にギャンブル&ハフとともにフィラデルフィア・ソウル・ミュージックを作った。彼がフィラデルフィアに引っ越したのは子供の頃。

## 伝記
クラシック音楽の教育を受けた。10代の頃ギャンブル&ハフやダリル・ホールと歌っていた。フィラデルフィアのCameo Recordsでセッション・プレーヤー、アレンジャーとして働き頭角を現した。

## デルフォニックス
1967年地元のデルフォニックスというグループを紹介され、サブ・レーベルMoonglowでシングルを2枚発表した。流麗で豪華なアレンジをソウル・ミュージックに導入し、マネージャーのスタン・ワトソンが経営するPhilly Groove labelでいくつかの大ヒットを放った。「La-La (Means I Love You）」「Didn't I (Blow Your Mind This Time)」（1970年にグラミー賞にノミネート）などがそうである。

## ギャンブル&ハフと
また、急成長するギャンブル&ハフの会社（1971年設立、フィラデルフィア・インターナショナル・レコード）に参加し、ジェリー・バトラー、アーチー・ベル&ザ・ドレルズ、オージェイズ、ダスティ・スプリングフィールドなどのアレンジを担当。オージェイズの「裏切り者のテーマ〜Back Stabbers」は大ヒットとなった。ギャンブル&ハフとは音楽出版社Mighty Three Musicを設立した。

## スタイリスティックス
1971年にスタイリスティックスをAvco Recordsで担当。このころまでにフィラデルフィア出身のリンダ・クリードとチームを組み、スタイリスティックスのリードシンガー、ラッセル・トンプキンズ・ジュニアとともに、記憶に残る曲で満載の3枚のアルバムを生んだ。ベル&クリードは「Stop, Look, Listen (To Your Heart)」「You Are Everything」「Betcha by Golly, Wow」「Break Up to Make Up」「You Make Me Feel Brand New」などを書き、一世を風靡した。
プリンスは「Betcha by Golly, Wow」を「この世で最も美しいメロディー」と評し、結婚直後の1996年のアルバム『イマンシペイション』でカバーし、シングルでも発表した。
ベイビーフェイスは「You Make Me Feel Brand New」を、1986年のデビュー・アルバム『ラヴァーズ』でカバーした。

## スピナーズ
1972年、アトランティック・レコーズでスピナーズを担当。同グループは長年モータウン・レコードにいたがうだつが上がらず、アトランティックに移籍していた。両者の組み合わせは大成功し、7年で8枚のアルバムを発表した。5枚がゴールド（50万枚）になり、「Mighty Love」「Ghetto Child」「I'll Be Around」「Could It Be I'm Falling in Love」「The Rubberband Man」がヒットした。1975年、彼はグラミー賞の「プロデューサー・オブ・ザ・イヤー」を受賞。後に「Could It Be I'm Falling in Love」はマイケル・ジャクソンが、「I'll Be Around」はホール&オーツがカバーした。

## その後
1976年ディオンヌ・ワーウィックのアルバム『トラック・オブ・ザ・キャット』を担当。1978年には彼女とスピナーズの「Then Came You」をシングルで発表し、トップになった。1970年代後期はジョニー・マティスの2枚のアルバム、ビリー・ポール、ロニー・ダイソン、リトル・アンソニー&ジ・インペリアルズ、ニューヨーク・シティなどを担当したが、商業的にはあまり成功しなかった。
その後、デニース・ウィリアムスの「It's Gonna Take a Miracle」が1982年にヒット。ジェームス・イングラムの「I Don't Have the Heart」が1990年にベルのポップチャートでの2曲目のナンバーワン・ヒットとなる。1977年に制作し1979年になって発売されたエルトン・ジョンのEP『The Thom Bell Sessions』ではスピナーズがバック・ヴォーカルを務め、「Mama Can't Buy You Love」がトップ10ヒットした。

## 1980年代以降
1980年代にはテンプテーションズ、フィリス・ハイマン、ディー・ディー・ブリッジウォーター、スタイリスティックス（1981年TSOPレーベルで）などを担当。  
2006年、ソングライターの殿堂入り。
2008年のボックス・セット『Love Train』でのインタビューで、MFSBの後進「フィラデルフィア・オーケストラ」のために曲を書く予定だと発言している。
2022年12月22日死去。79歳没。

## プロダクション・作曲（一部）
- 1968年: "La-La (Means I Love You)" - デルフォニックス
- 1969年: "Ready or Not Here I Come (Can't Hide from Love)" - デルフォニックス
- 1970年: "Didn't I (Blow Your Mind This Time)" - デルフォニックス
- 1971年: "Hey Love" - デルフォニックス
- 1971年: "Stop, Look, Listen (To Your Heart)" - スタイリスティックス
- 1971年: "You Are Everything" - スタイリスティックス
- 1971年: "Betcha by Golly, Wow" - スタイリスティックス
- 1972年: "People Make the World Go Round" - スタイリスティックス
- 1972年: "I'm Stone in Love with You" - スタイリスティックス
- 1972年: "I'll Be Around" - スピナーズ
- 1972年: "Could It Be I'm Falling in Love" - スピナーズ
- 1973年: "I'm Doing Fine Now" - ニューヨーク・シティ
- 1973年: "One of a Kind (Love Affair)" - スピナーズ
- 1973年: "Ghetto Child" - スピナーズ
- 1973年: "Break Up to Make Up" - スタイリスティックス
- 1974年: "You Make Me Feel Brand New" - スタイリスティックス
- 1974年: "Mighty Love (Part I)" - スピナーズ
- 1974年: "Then Came You" - スピナーズ (with ディオンヌ・ワーウィック)
- 1975年: "They Just Can't Stop It the (Games People Play)" - スピナーズ
- 1976年: "The Rubberband Man" - スピナーズ
- 1979年: "Are You Ready for Love" - エルトン・ジョン (with スピナーズ)
- 1979年: "Mama Can't Buy You Love" - エルトン・ジョン
- 1981年: "Silly" - デニース・ウィリアムス
- 1982年: "It's Gonna Take a Miracle" - デニース・ウィリアムス
- 1990年: "I Don't Have the Heart" - ジェームス・イングラム